# Museu da Energia (São Carlos)
Museu da Energia é um museu localizado na Usina Hidrelétrica Monjolinho na cidade de São Carlos.
O local abriga a história do setor desde os primeiros equipamentos, a captação de energia e como foi o trabalho da CPFL durante 90 anos de atuação em parte do interior paulista.
A Usina Monjolinho é considerada a mais antiga do país, por isso, a empresa decidiu criar na cidade o Museu. De acordo com a CPFL, estão em exposição além dos objetos, fotos e documentos que tratam da história da energia não só a transmitida via CPFL, mas também em todo país. No Museu o visitante poderá saber sobre as mudanças na economia do Brasil com a chegada da energia elétrica.
A Usina Monjolinho entrou em operação em 1893 e foi a primeira hidrelétrica a ser construída no Estado de São Paulo. Na época, eram duas máquinas monofásicas de 50 kVA, a demanda necessária para a população local. A usina foi construída pela “Companhia de Luz Elétrica de São Carlos”. A queda d’água para a usina era de 33 metros, com canal de adução de 250 metros. A Companhia Elétrica de São Carlos operou até 1907, quando foi substituída pela Companhia Paulista de Eletricidade - CPE.
O rápido crescimento da demanda de energia elétrica fez com que fosse construída em 1908 uma nova usina, utilizando todo o potencial da queda d’água - 80 metros. A usina passou a operar com capacidade de 600 KW, com duas máquinas trifásicas de 300 KW cada uma.
No dia 5 de setembro de 1973, a Companhia Paulista de Eletricidade passou o controle acionário para a Companhia Paulista de Força e Luz (CPFL). Em 1986, a usina foi incluída no processo de semi automação implantado pela CPFL, que tinha como objetivo aumentar a produção de energia elétrica.
Após sete anos desativada, a CPFL retoma a geração de energia da Monjolinho. Com a reforma e a revisão de todo o maquinário, a Monjolinho está pronta para voltar a gerar energia para a região de São Carlos.
A principal obra realizada na usina foi a reconstrução e automatização da barragem, o que aumentou a confiabilidade do sistema. A Monjolinho opera com capacidade de 600 KW de potência, a mesma de 1995, quando foi desativada.
A Usina fica na Fazenda Cascatinha, km 7 da estrada municipal que liga São Carlos à Usina Açucareira da Serra, com início no km 228 da Rodovia Washington Luís (SP-310), em São Carlos.